# Flöjtspelande ängel

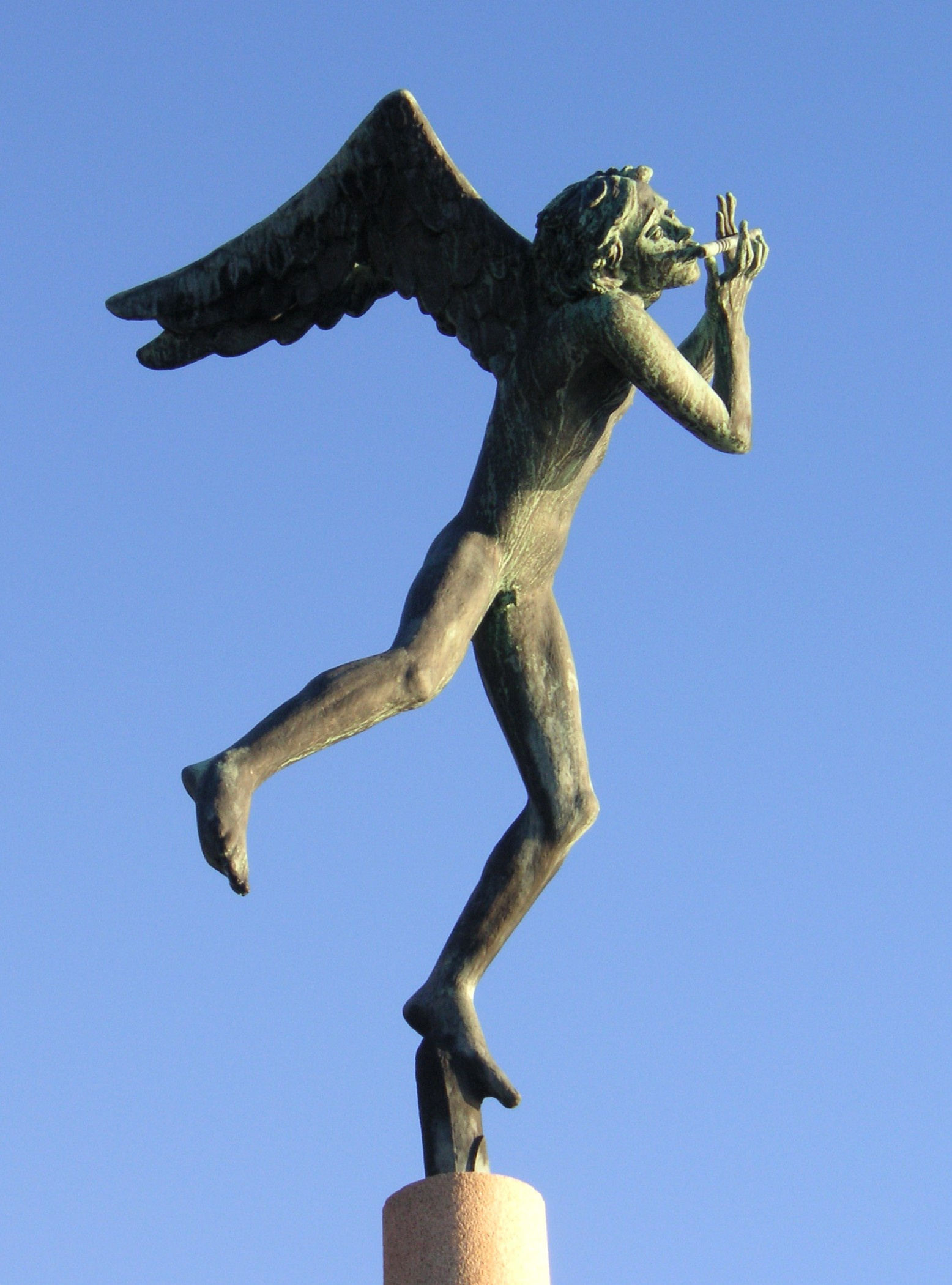
Flöjtspelande ängel

Flöjtspelande ängel, är en skulptur av Carl Milles.
Ett av Carl Milles sena verk var Flöjtspelande ängel, den skapades under en period med flera ängla- och gudsmotiv, som Guds hand, Gud Fader på Himmelsbågen och Musicerande änglar. Den flöjtspelande ängeln var ursprungligen avsedd för Sankt Martinsfontänen och finns även på Millesgården, vid Lidingöbron, utanför Lagga kyrka i Uppland, på den Milleska familjegraven i Indonesien, i St. Louis och i London. När en replik av 
Flöjtspelande ängel skulle sättas upp i Stadsparken i Skövde i september 1955, skrev Milles den 18 september 1955 ned en liten dikt som skulle läsas upp vid avtäckningen:
"I dag spelar Du flöjt för oss som är församlade här...

Måtte Du ofta besöka denna by och ofta spela med glädje

Att du kan avlämna rapport därovan med lyckliga känslor

och Gud ler - då han hör Dig berätta."
Det var Carl Milles sista ord. Han reste sig från skrivbordet och satte sig i en länstol. Någon minut senare var han död.